# Плутоний-244
Плутоний-244 (244Pu) е изотоп на химичния елемент плутоний, който има период на полуразпад около 80 милиона години. Той е най-устойчивият изотоп на плутония, както и най-устойчивият изотоп на актинид, с изключение на относително често срещаните в природата уран-235, уран-238 и торий-232.